# Gillian van den Berg
Pour les articles homonymes, voir van den Berg.
Gillian Maria Elisabeth van den Berg, née le 8 septembre 1971 à Gouda, est une joueuse néerlandaise de water-polo. Elle a remporté pendant les Jeux olympiques d'été de 2008 la médaille d'or.

## Palmarès
- Jeux olympiques d'été de 2008
  -  médaille d'or au tournoi olympique
- Jeux olympiques d'été de 2000
  - 4e au tournoi olympique